# We Are the Ones
«We Are the Ones» es una canción creada y producida por Will.i.am para apoyar a Obama en su carrera hacia la Casa Blanca. La canción fue lanzada el 29 de febrero de 2008 en DipDive. Al igual que Yes We Can cuenta con un video musical en el que aparecen distintas celebridades, que dan sus opiniones sobre Obama.

## Apariciones en el video
- Zoe Kravitz - 0:09
- Jessica Alba - 0:22, 1:25
- Adrianne Palicki - 0:31
- Andres Levin- 0:32
- Ryan Phillippe - 0:34
- Susanna Hoffs - 0:38
- Jackson Roach - 0:38
- Regina King - 0:39, 0:42
- Kate Del Castillo - 0:45
- Kerry Washington - 0:49
- Will.i.am - 0:49
- Tichina Arnold - 0:50
- Taboo - 0:51
- Macy Gray - 0:56, 1:13
- Ryan Key of Yellowcard - 0:57
- Malcolm Jamal Warner - 0:59
- Troy Garity - 1:03 (holding picture of Barack Obama)
- Freddy Rodriguez - 1:05
- John Leguizamo - 1:09, 1:10, 1:53
- Nate Parker - 1:10
- Jesse Plemons - 1:11, 1:13
- Troy Garity- 1:16, 1:19
- Kerry Washington - 1:30
- Cheryl James - 1:33
- Tyrese Gibson - 1:50
- Eric Mabius - 2:00
- George Lopez - 2:04
- Luis Guzmán - 2:08
- Ryan Key - 2:26, 2:29, 2:32
- Regina King - 2:33
- Anna David - 2:40
- Noah Segan - 2:42
- Omar Benson Miller - 2:43
- Benjamin McKenzie

- Datos: Q2544920